# Blagoevgrad (kommun)
Obsjtina Blagoevgrad (bulgariska: Община Благоевград) är en kommun i Bulgarien.   Den ligger i regionen Blagoevgrad, i den västra delen av landet, 80 km söder om huvudstaden Sofia.
Obsjtina Blagoevgrad delas in i:
- Izgrev
- Belo pole
- Bălgartjevo
- Zelendol
- Padesj
- Pokrovnik
- Riltsi
- Selisjte
- Logodazj
- Tserovo

Följande samhällen finns i Obsjtina Blagoevgrad:
- Blagoevgrad
- Leshko

Omgivningarna runt Obsjtina Blagoevgrad är en mosaik av jordbruksmark och naturlig växtlighet. Runt Obsjtina Blagoevgrad är det ganska glesbefolkat, med 28 invånare per kvadratkilometer.